# VmwAROS
VmwAROS – dystrybucja systemu operacyjnego AROS przygotowana pierwotnie z myślą o uruchamianiu w środowisku VMware. Od wersji 0.7 jest dostępna takża jako Live CD z możliwością zainstalowania na dysku.
Zawiera zestaw programów użytkowych (przeglądarka internetowa, program poczty elektronicznej, klient IRC i FTP) oraz gier (Quake, Doom), a także środowisko developerskie Murks.